# Csánig
Csánig ist eine ungarische Gemeinde im Kreis Sárvár im Komitat Vas. Sie liegt am rechten Ufer des Flusses Répce.

## Sehenswürdigkeiten
- Evangelische Kirche
- Römisch-katholische Kirche Mindenszentek, ursprünglich im 14. Jahrhundert erbaut, 2015 restauriert

## Verkehr
Csánig ist nur über die Nebenstraße Nr. 86124 zu erreichen. Die Gemeinde ist angebunden an die Bahnstrecke Porpác–Hegyeshalom.